# هجوم جوادر الانتحاري
هجوم جوادر الانتحاري في 20 أغسطس 2021 وقع هجوم انتحاري على قافلة من الطاقم الصيني في مشروع طريق جوادر السريع في باكستان، مما أسفر عن مقتل طفلين محليين وإصابة أربعة آخرين بينهم مواطن صيني.
وقع الهجوم على طريق سريع قيد الإنشاء في منطقة جناح ناغوري، عندما كانت ثلاث سيارات تحتجز مواطنين صينيين تحت مراقبة الجيش والشرطة. عندما اقتربت القافلة من مستعمرة الصيادين على طريق إيست باي السريع خرج صبي وركض ليصطدم بالمركبتين. فجر المهاجم نفسه على بعد 15 إلى 20 مترا من القافلة عندما هرع أفراد من الجيش يرتدون ملابس مدنية وأوقفوا المهاجم. تم نقل المواطن الصيني المصاب إلى مستشفى جوادر حيث كانت حالته بعيدة عن الخطر.